# Charles Dusers
Charles Dusers est un homme politique français, né le 20 octobre 1752 à Rennes et décédé à Vannes le 25 février 1793.
Il est conseiller au présidial de Vannes avant la Révolution. Élu député de la sénéchaussée de Vannes aux États généraux de 1789, il siège à la Constituante de 1789 à 1791.

## Sources
- « Charles Dusers », dans Adolphe Robert et Gaston Cougny, Dictionnaire des parlementaires français, Edgar Bourloton, 1889-1891 [détail de l’édition]